# Мильчарек, Мария
Мария Мильчарек (пол. Maria Milczarek) (18 ноября 1929, Познань — 23 января 2011, Варшава) — польский государственный и политический деятель, министр администрации, землеустройства и охраны окружающей среды ПНР (1976—1979), министр труда, заработной платы и социальных вопросов ПНР (1979—1980), депутат Сейма ПНР 5 , 6 и 7 созывов (1969—1980). Вторая женщина-министр в истории Польши после Зофьи Васильковской.

## Биография
В 1942-1945 гг. подсобница на фабрике Цегельского в Познани.
Окончила Варшавское педагогическое училище и Варшавский университет (педагогический факультет).
В 1946—1953 годах работала в центральном аппарате Польского профсоюза учителей: служащая, затем инструктор. Член Польской объединённой рабочей партии (ПОРП) с 28 ноября 1949 года. С 1953 года партийный функционер: инструктор (1953—1956), заместитель начальника отдела пропаганды и агитации (1956—1959) Старогородского райкома ПОРП Варшавы, заместитель заведующего отделом науки и образования Варшавского губкома ПОРП (1959—1961), первый секретарь Охотского райкома ПОРП в Варшаве (1961—1968).
В 1968—1975 гг. председатель Главного правления Лиги польских женщин. В 1975—1976 гг. первый секретарь райкома ПОРП в Скерневице.
Со 2 декабря 1976 по 8 февраля 1979 года министр местного хозяйства и охраны окружающей среды, затем до 21 ноября 1980 года министр труда, заработной платы и социальных вопросов.
В качестве министра местного хозяйства была инициатором переименования многих сельских населённых пунктов.
Кандидат в члены (1968—1975), член ЦК ПОРП (1975—1981). Депутат Сейма ПНР 5 , 6 и 7 созывов (1969—1972, 1972-1976, 1976-1980).
Умерла 23 января 2011 года, похоронена на Повонзком кладбище в Варшаве (участок BII30-2-30).
Муж — Ежи Вацлав Мильчарек (1932—1998).